# Wassili Wassiljewitsch Wassiljew
Wassili Wassiljewitsch Wassiljew (russisch Василий Васильевич Васильев; * 14. Märzjul. / 26. März 1827greg. in Iwaschkowo, Gouvernement Kostroma; † 30. Apriljul. / 12. Mai 1894greg. in Sankt Petersburg) war ein russischer akademischer Maler und Grafiker, der zu Lebzeiten vor allem als gefragter Ikonen- und Freskenmaler Bekanntheit erlangte.

## Biografie
Wassiljew, Spross einer Leibeigenenfamilie aus dem Gouvernement Kostroma, erhielt seine künstlerische Ausbildung ab 1831 im Atelier des angesehenen Ikonenmalers Makar Poschechonow (1792–1852) in Sankt Petersburg, bevor er 1847 als Schüler an der Russischen Kunstakademie aufgenommen wurde. Nach seinem erfolgreichen Abschluss 1851 erwarb er sich zunächst einen gewissen Ruf als Historien- und Porträtmaler, kehrte 1858 aber zur religiösen Malerei zurück, die maßgeblich sein zukünftiges Werk bestimmte. Charakteristisch für seine Arbeiten ist der konsequente Rückgriff auf byzantinische Vorbilder, die allgemein einen großen Einfluss auf die russische religiöse Malerei und Architektur des Historismus ausübten (siehe auch Neobyzantinische Architektur).
Wassiljew lebte und arbeitete in Sankt Petersburg und war aktives Mitglied des Künstlervereins (russ. Санкт-Петербургское собрание художников) ebenda. Neben seiner Arbeit als Ikonen- und Freskenmaler gab er zwischen 1875 und 1878 die kurzlebige Monatszeitschrift Эскизы архитектуры и художественной промышленности (zu deutsch „Skizzen für Architektur und Kunstgewerbe“) heraus, die von dem Petersburger Architekten Nikolai Nabokow (1838–nach 1907) redigiert wurde und in der er vor allem Vorlagen für Ornamente veröffentlichte.

## Werkverzeichnis

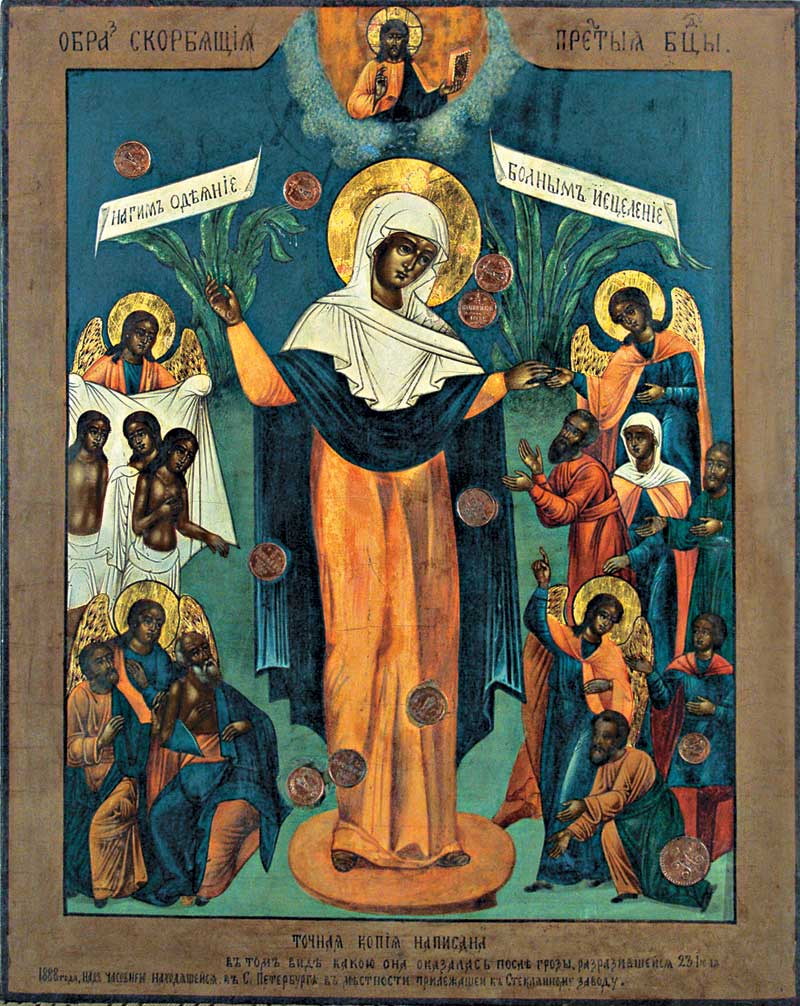
Ikone der Gottesmutter aller Leidtragenden Freude (1891), Kunstmuseum Jaroslawl

Wassiljew hinterließ ein überaus reiches Werk, das allerdings im Zuge der antireligiösen Propaganda in der Sowjetunion und der massenhaften Zerstörung von Kirchen und deren Ausstattung in den 1920er und 1930er Jahren stark dezimiert wurde. Die meisten seiner Ikonen befinden sich somit nicht mehr an ihrem ursprünglichen Aufstellungsort oder sind verschollen.

### Werke im Russischen Reich
- Kirche der Gottesmutter von Smolensk auf dem Orthodoxen Smolenskoje-Friedhof, Sankt Petersburg, Kuppelfresko (1858)
- Kapelle des Hl. Tichon von Sadonsk im Mitrofan-Metochi, Sankt Petersburg, Ausmalung (1860, zerstört)
- Kirche des Erzengels Michael beim Alexander-Werk, Sankt Petersburg (1860–62, zerstört), Ikonen
- Kirche des Hl. Nikolaus des Wundertäters in der Augenklinik, Sankt Petersburg (nicht erhalten), Ikone des Hl. Tichon von Sadonsk (1862)
- Kirche des Hl. Alexander Newski im Alexander-Institut, St. Petersburg, Ikonen (1866)
- Kathedrale der Hl. Maria Magdalena, Warschau (1867–69), Wandgemälde „Letztes Abendmahl“ (zerstört)[2]
- Kirche der Hl. Alexandra beim Alexandra-Nikolajewna-Waisenhaus, Sankt Petersburg (1868/69, zerstört), Ikonen
- Kirche zur Verkündigung der Gottesmutter im Mariinski-Palast (1869–72, nicht erhalten), Sankt Petersburg
- Boris- und Gleb-Kirche, Sankt Petersburg (1869–82, zerstört), Ikonen[3]
- Kirche zu Mariä Entschlafen am Sennaja-Platz (zerstört), Sankt Petersburg, Wandmalereien und Ikonen (1869–71)
- Kirche des Dreifaltigkeitsklosters der Barmherzigen Schwestern, Sankt Petersburg (1872/73, nicht erhalten), Ikonen
- Alexander-Newski-Kathedrale, Łódź (1880–84), Ikonen[4]
- Kirche des Hl. Nikolaus des Wundertäters in der Handwerkerschule, Sankt Petersburg, Ikone Mariä Schutz und Fürbitte (1881)
- Kirche des Barmherzigen Erlösers auf dem Mitrofanski-Friedhof, Ikonen (1883)
- Kirche des Propheten Elias im Nowodewitschi-Kloster, Sankt Petersburg (1884–88), Ikonen
- Kirche der Hll. Sergius und German von Walaam der Zar-Alexander-II.-Kadettenschule, Sankt Petersburg (1889, nicht erhalten), Ausmalung und Ikonen
- Kirche des Hl. Georg im Gebäude des Generalstabs (nicht erhalten), Ausmalung (1889/90)
- Kathedrale der Gottesmutter von Kasan, Sankt Petersburg, Golgatha-Gruppe (zusammen mit Nikolai Nikonow, 1891)[5]
- Kirche des Metropoliten Peter, Jaroslawl, Ikone der Gottesmutter aller Leidtragenden Freude (1891), 43 × 34,5 cm, heute Kunstmuseum Jaroslawl[6]

### Werke außerhalb Russlands
- Kirche des Hl. Nikolaus des Wundertäters und der Alexandra Pawlowna Romanowa, Nizza (1858–60), Ikonen der Ikonostase[7]
- Grabeskirche der Zarin Alexandra Pawlowna Romanowa, Budapest-Üröm, Ikonen der Ikonostase (1883)[8]
- Kirche der Hl. Barbara, Vevey (1873–78), 39 Medaillonfresken mit Heiligenporträts und Ornamentmalerei[9]
- Kirche zur Verkündigung der Gottesmutter am Hofe der Großfürstin Maria Alexandrowna, London, Ikonen für die Ikonostase (1878)[10]

### Sonstige Werke
- Christus und die Sünderin (1887), Öl auf Karton, 32,5 х 42,5 cm, angeboten bei SOWKOM, Moskau, Auktion Nr. 17, 28. Oktober 2006[11]